# Јапански бројеви
Систем јапанских бројева је систем бројева који се користе у јапанском језику. Бројеви се заснивају на кинеским бројевима и групишу се у велике бројеве праћени кинеском традицијом груписања са 10.000.
Бројеви 4 и 9 у Јапану се сматрају за несрећне бројеве. Број 4 који се на јапанском изговара  (јап. 死) сматра се симболом смрти, а број 9 који се изговара  (јап. 苦) симболизује патњу. Број 13 се понекад сматра несрећним, иако је то преузето из западне културе. Насупрот томе број 7, а понекад и 8 се сматрају срећним бројевима.
| Број   | Карактер | Препоручено читање | читање               | читање                         |
| ------ | -------- | ------------------ | -------------------- | ------------------------------ |
| 0      | 零 / 〇* | zero / ゼロ        | rei / れい           | -                              |
| 1      | 一       | ichi               | ichi / いち          | hito(tsu) / ひと・つ           |
| 2      | 二       | ni                 | ni, ji / に, じ      | futa(tsu) / ふた・つ           |
| 3      | 三       | san                | san / さん           | mi(ttsu) / み・っつ            |
| 4      | 四       | yon                | shi / し             | yon, yo(ttsu) / よん、よ・っつ |
| 5      | 五       | go                 | go / ご              | itsu(tsu) / いつ・つ           |
| 6      | 六       | roku               | roku / ろく          | mu(ttsu) / む・っつ            |
| 7      | 七       | nana               | shichi / しち        | nana(tsu) / なな・つ           |
| 8      | 八       | hachi              | hachi / はち         | ya(ttsu) / や・っつ            |
| 9      | 九       | kyū                | ku, kyū / く, きゅう | kokono(tsu) / ここの・つ       |
| 10     | 十       | jū                 | jū / じゅう          | tō / とお                      |
| 20     | 二十     | ni-jū              | ni-jū / にじゅう     | hata(chi) / はた・ち           |
| 30     | 三十     | san-jū             | san-jū / さんじゅう  | miso / みそ                    |
| 100    | 百       | hyaku              | hyaku / ひゃく       | (momo / もも)                  |
| 1000   | 千       | sen                | sen / せん           | (chi / ち)                     |
| 10,000 | 万       | man                | man / まん           | (yorozu / よろず)              |
| 108    | 億       | oku                | oku / おく           | -                              |
| 1012   | 兆       | chō                | chō / ちょう         | -                              |
| 1016   | 京       | kei                | kei / けい           | -                              |